# Półwyblinka

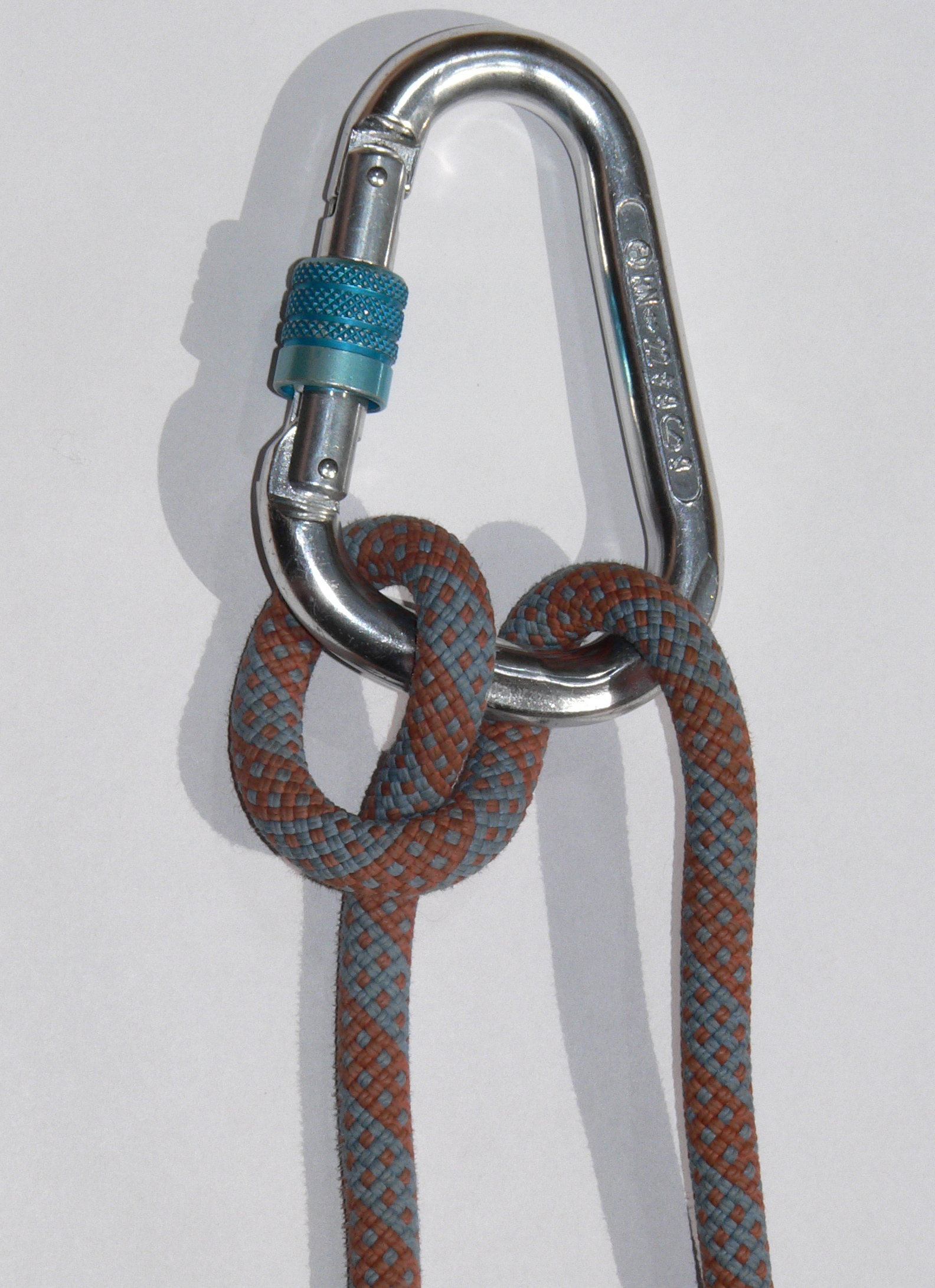
Półwyblinka zawiązana na karabinku

Półwyblinka (również HMS – od niem. Halb Mastwurf Sicherung) – węzeł stosowany we wspinaczce m.in. do zjazdu lub asekuracji bez użycia przyrządu asekuracyjnego.